# The Movies – Die Geschichte Hollywoods
The Movies ist eine dokumentarische Miniserie, die am 7. Juli 2019 auf CNN ihre Premiere feierte. Die von Tom Hanks und Gary Goetzmans Studio Playtone produzierte sechsteilige Serie ist eine Chronik des Kinos in den Vereinigten Staaten, die vom „Goldenen Zeitalter Hollywoods“ bis in die Gegenwart reicht. Es handelt sich um einen Ableger der retrospektiven Miniserien von Hanks und Goetzman für CNN (darunter The Sixties und seine Fortsetzungen).

## Produktion
Aufgrund der Kosten für die Lizenzierung des erforderlichen Filmmaterials wurden in früheren Miniserienprojekten von Hanks und Goetzman wie The Sixties keine Episoden aus dem Kino verwendet. In einem Interview mit deadline.com sagte Goetzman: "Es hat ein Vermögen gekostet, und ein Teil davon ist Fair Use, je nachdem, wie man darüber redet, und ein anderer Teil nicht, aber im Großen und Ganzen ist es ein irrsinniges Unterfangen, weil die Lizenzvergabe bei dieser Art von Dingen eine sehr heikle Angelegenheit ist, und man denkt anfangs: Hey, das wird toll, oder? Und dann stellt man fest, dass man in vielen Fällen auch mit Nachlässen unglaubliche Genehmigungen braucht.
Er erklärte weiter, dass die Episoden ihrer Meinung nach einen „ziemlich guten Überblick über diese Jahrzehnte“ geben würden, und dass es ihnen gelungen sei, jedes Interview zu bekommen, das sie einbeziehen wollten – einschließlich John Singleton vor seinem Tod im April 2019 sowie Martin Scorsese und Robert Redford fast unmittelbar vor der Produktionsfrist. Mark Herzog erklärte, dass „die meisten Regisseure wie Singleton wirklich Filmhistoriker sind, sie kennen den Film, sie kennen die Wirkung von Filmen, sie studieren sie, und so war es, als würde man mit Historikern sprechen, mit allen von ihnen.“
Aufgrund ihrer Komplementarität plante CNN nach Angaben von Variety, die jeweiligen Episoden von The Movies künftig in seine Marathons früherer Hanks/Goetzman-Miniserien einzubauen.

## Deutsche Verwertung
TV-Erstausstrahlung
Die deutsche Erstausstrahlung fand ab dem 18. April 2021 bei One statt. Hierfür wurde die 6-teilige Originalserie mit 82 Minuten pro Folge in 12 Teilen mit je 41 Minuten aufgeteilt. Für die deutsche Fassung wurde zudem ein deutsches Voiceover für die Interviews und deutsche Untertitel für sämtliche Filmauszüge produziert.
DVD und Blu-ray
Die deutsche Fassung wurde mitsamt optionaler englischer Sprachfassung 2021 im Vertrieb von OneGate Media auf DVD und Blu-ray veröffentlicht.

## Verzeichnis der vertretenen Filme (Auswahl)
Im folgenden Abschnitt jeder Episode sind die Filmclips aus dem jeweiligen Jahrzehnt aufgelistet, die in dieser Episode gezeigt werden.

### Die Goldenen Jahre (Teil 1 und 2)
- Der große Eisenbahnraub (1903)
- Intoleranz (1916)
- Ausgerechnet Wolkenkratzer! (1923)
- Sherlock, jr. (1924)
- Goldrausch (1925)
- Der Sohn des Scheichs (1926)
- Sparrows (1926)
- Das gewisse Etwas (1927)
- Der Jazzsänger (1927)
- Lights of New York (1928)
- West of Broadway (1931)
- A Lady to Love (1930)
- Der Kuß (1929)
- Anna Christie (1930)
- Menschen im Hotel (1932)
- Queen Christine (1933)
- Meuterei auf der Bounty (1935)
- San Francisco (1936)
- Dracula (1931)
- Frankenstein (1931)
- Frankensteins Braut (1935)
- Die Mumie (1932)
- Der Unsichtbare (1933)
- Der Wolfsmensch (1941)
- King Kong und die weiße Frau (1933)
- Die Marx Brothers auf See (1931)
- Animal Crackers (1930)
- Blühender Blödsinn (1932)
- Skandal in der Oper (1935)
- Die Marx Brothers im Krieg (1933)
- Goldgräber von 1933 (1933)
- Parade im Rampenlicht (1933)
- Die 42. Straße (1933)
- Die Goldgräber von 1935 (1935)
- Swing Time (1936)
- Steamboat Willie (1928)
- Schneewittchen und die sieben Zwerge (1937)
- Feuerkopf (1932)
- Blonde Crazy (1931)
- Laughing Sinners (1931)
- Baby Face (1933)
- Sie tat ihm unrecht (1933)
- Ich bin kein Engel (1933)
- Der kleine Cäsar (1931)
- Der öffentliche Feind (1931)
- Scarface (1932)
- Es geschah in einer Nacht (1934)
- Mein Mann Godfrey (1936)
- Twentieth Century (1934)
- Die schreckliche Wahrheit (1937)
- Leoparden küßt man nicht (1938)
- Die Nacht vor der Hochzeit (1940)
- Sein Mädchen für besondere Fälle (1940)
- Symphony in Black: A Rhapsody of Negro Life (1935)
- Kid Millions (1934)
- Oberst Shirley (1935)
- Blonde Venus (1932)
- Show Boat (1936)
- Body and Soul (1925)
- Hölle hinter Gittern (1930)
- Der Champ (1931)
- Der blaue Engel (1930)
- Marokko (1930)
- Der Teufel ist eine Frau (1935)
- Der versteinerte Wald (1936)
- Of Human Bondage (1934)
- Dangerous (1935)
- Die Frauen (1939)
- Bubbles (1930)
- Love Finds Andy Hardy (1938)
- Der Zauberer von Oz (1939)
- Ringo (1939)
- Mr. Smith geht nach Washington (1939)
- Ruhelose Liebe (1939)
- Ninotschka (1939)
- Von Mäusen und Menschen (1939)
- S.O.S. Feuer an Bord (1939)
- Auf Wiedersehen, Mr. Chips (1939)
- Aufstand in Sidi Hakim (1939)
- Wuthering Heights (1939)
- Der junge Mr. Lincoln (1939)
- Vom Winde verweht (1939)
- Alles für dein Glück (1931)
- Manhattan Melodrama (1934)
- Dschungel im Sturm (1932)
- Sullivans Reisen (1941)
- The große McGinty (1940)
- Die Falschspielerin (1941)
- Sensation in Morgan’s Creek (1944)
- Atemlos nach Florida (1942)
- Heil dem siegreichen Helden (1944)
- Die Ungetreue (1948)
- Der Mieter (1927)
- Die 39 Stufen (1935)
- Rebecca (1940)
- Verdacht (1941)
- Berüchtigt (1946)
- Cocktail für eine Leiche (1948)
- Citizen Kane (1941)
- Triumph des Willens (1935)
- Der große Diktator (1940)
- Casablanca (1942)
- Wake Island (1942)
- Bataan (1943)
- In die japanische Sonne (1943)
- Die Schlacht um San Pietro (1945)
- Schlacht um Midway (1942)
- Schnellboote vor Batan (1945)
- Die besten Jahre unseres Lebens (1946)
- Ist das Leben nicht schön? (1946)
- Die Spur des Falken (1941)
- Frau ohne Gewissen (1944)
- Goldenes Gift (1947)
- Laura (1944)
- Rächer der Unterwelt (1946)
- Tote schlafen fest (1946)
- Der dritte Mann (1949)
- Asphalt-Dschungel (1950)
- Gefährliche Leidenschaft (1950)
- Der Anhalter (1953)
- Boulevard der Dämmerung (1950)
- Alles über Eva (1950)
- Die ist nicht von gestern (1950)
- Samson und Delilah (1949)
- Quo vadis? (1951)
- Das Gewand (1953)
- Die zehn Gebote (1956)
- Ben-Hur (1959)
- Du sollst mein Glücksstern sein (1952)
- The Hollywood Revue of 1929 (1929)
- Meet Me in St. Louis (1944)
- Ein Amerikaner in Paris (1951)
- Vorhang auf (1953)
- Ein neuer Stern am Himmel (1954)
- Zwölf Uhr mittags (1952)
- Verschwörer (1949)
- Das Ding aus einer anderen Welt (1951)
- Formicula (1954)
- Das todbringende Ungeheuer (1957)
- Tarantula! (1955)
- I Married a Monster from Outer Space (1958)
- Der Tag, an dem die Erde stillstand (1951)
- Godzilla, King of the Monsters! (1956)
- Godzilla (1954)
- Die Dämonischen (1956)
- Die Faust im Nacken (1954)
- Verdammt in alle Ewigkeit (1953)
- Ein Herz und eine Krone (1953)
- Die Saat der Gewalt (1955)
- Jenseits von Eden (1955)
- … denn sie wissen nicht, was sie tun (1955)
- Giganten (1956)
- Blondinen bevorzugt (1953)
- Wie angelt man sich einen Millionär? (1953)
- Das verflixte 7. Jahr (1955)
- Manche mögen’s heiß (1959)
- Faustrecht der Prärie (1946)
- Bis zum letzten Mann (1948)
- Rio Grande (1950)
- Der Teufelshauptmann (1949)
- Der Schwarze Falke (1956)
- Das Fenster zum Hof (1954)
- Über den Dächern von Nizza (1955)
- Vertigo – Aus dem Reich der Toten (1958)
- Der unsichtbare Dritte (1959)
- Lichter der Großstadt (1931)
- Im Westen nichts Neues (1930)
- Früchte des Zorns (1940)
- Endstation Sehnsucht (1951)
- African Queen (1951)
- Ein Gesicht in der Menge (1957)
- Dein Schicksal in meiner Hand (1957)
- Die Brücke am Kwai (1957)
- Rio Bravo (1959)

### Die 60er (Teil 1 und 2)
- West Side Story (1961)
- Exodus (1960)
- Der längste Tag (1962)
- Das war der Wilde Westen (1962)
- Spartacus (1960)
- Lawrence von Arabien (1962)
- Das Appartement (1960)
- Frühstück bei Tiffany (1961)
- Fieber im Blut (1961)
- Lolita (1962)
- Ein Köder für die Bestie (1962)
- Botschafter der Angst (1962)
- Psycho (1960)
- Ein Pyjama für zwei (1961)
- Was diese Frau so alles treibt (1963)
- Schick mir keine Blumen (1964)
- Ein Hauch von Nerz (1962)
- Das große Rennen rund um die Welt (1965)
- Der rosarote Panther (1963)
- Die Heulboje (1964)
- Ich bin noch zu haben (1961)
- Hallo Page! (1960)
- Der Bürotrottel (1961)
- Der verrückte Professor (1963)
- Ein seltsames Paar (1968)
- What’s Up, Tiger Lily? (1966)
- Die Russen kommen! Die Russen kommen! (1966)
- Frühling für Hitler (1967)
- Dr. Seltsam oder: Wie ich lernte, die Bombe zu lieben (1964)
- Der Untergang des Römischen Reiches (1964)
- El Cid (1961)
- Michelangelo – Inferno und Ekstase (1965)
- Tom Jones – Zwischen Bett und Galgen (1963)
- Kanonenboot am Yangtse-Kiang (1966)
- Der Löwe im Winter (1968)
- Meuterei auf der Bounty (1962)
- Becket (1964)
- Ein Mann zu jeder Jahreszeit (1966)
- Jason und die Argonauten (1963)
- Die größte Geschichte aller Zeiten (1965)
- Doktor Schiwago (1965)
- Cleopatra (1963)
- My Fair Lady (1964)
- Mary Poppins (1964)
- Meine Lieder – meine Träume (1965)
- Funny Girl (1968)
- Haie der Großstadt (1961)
- Der Wildeste unter Tausend (1963)
- Der Unbeugsame (1967)
- Man nannte ihn Hombre (1967)
- Ein Fall für Harper (1966)
- Charade (1963)
- Der hässliche Amerikaner (1963)
- Gesprengte Ketten (1963)
- Thomas Crown ist nicht zu fassen (1968)
- Cincinnati Kid (1965)
- Bullitt (1968)
- James Bond – 007 jagt Dr. No (1962)
- James Bond 007 – Liebesgrüße aus Moskau (1963)
- James Bond 007 – Goldfinger (1964)
- James Bond 007 – Feuerball (1965)
- James Bond 007 – Man lebt nur zweimal (1967)
- Nicht gesellschaftsfähig (1961)
- Die glorreichen Sieben (1960)
- Sacramento (1962)
- Der Besessene (1961)
- Der schwarze Sergeant (1960)
- Der Mann, der Liberty Valance erschoß (1962)
- Für eine Handvoll Dollar (1964)
- Zwei glorreiche Halunken (1966)
- Zwei Banditen (1969)
- The Wild Bunch – Sie kannten kein Gesetz (1969)
- Cheyenne (1964)
- Die gefürchteten Vier (1966)
- Spiel mir das Lied vom Tod (1968)
- Wer die Nachtigall stört (1962)
- Träumende Lippen (1965)
- Ein Fleck in der Sonne (1961)
- Lilien auf dem Felde (1963)
- Rat mal, wer zum Essen kommt (1967)
- Junge Dornen (1967)
- In der Hitze der Nacht (1967)
- Die Nacht der lebenden Toten (1968)
- Rosemaries Baby (1968)
- Planet der Affen (1968)
- 2001: Odyssee im Weltraum (1968)
- Wer hat Angst vor Virginia Woolf? (1966)
- Bonnie und Clyde (1967)
- Außer Atem (1960)
- Die Reifeprüfung (1967)
- Easy Rider (1969)
- Die wilden Engel (1966)
- Putney Swope (1969)
- Alice’s Restaurant (1969)
- Schußfahrt (1969)
- Medium Cool (1969)
- Nur Pferden gibt man den Gnadenschuß (1969)
- Asphalt-Cowboy (1969)
- Der Marshal (1969)

### Die 70er (Teil 1 und 2)
- Die letzte Vorstellung (1971)
- Sadistico (1971)
- Sugarland Express (1974)
- Brennpunkt Brooklyn (1971)
- Wer Gewalt sät (1971)
- Badlands – Zerschossene Träume (1973)
- Asphalt-Blüten (1973)
- Der Tod kennt keine Wiederkehr (1973)
- Dirty Harry (1971)
- Getaway (1972)
- Beim Sterben ist jeder der Erste (1972)
- Klute (1971)
- Das letzte Kommando (1973)
- Patton – Rebell in Uniform (1970)
- THX 1138 (1971)
- Der Pate (1972)
- Der Pate – Teil II (1974)
- Die Faust der Rebellen (1972)
- Hexenkessel (1973)
- Taxi Driver (1976)
- Mach’s noch einmal, Sam (1972)
- Bananas (1971)
- Der Schläfer (1973)
- Der Stadtneurotiker (1977)
- Manhattan (1979)
- Der wilde wilde Westen (1974)
- Frankenstein Junior (1974)
- Ich glaub’, mich tritt ein Pferd (1978)
- Serpico (1973)
- Hundstage (1975)
- Sweet Sweetbacks Lied (1971)
- Shaft (1971)
- Foxy Brown (1974)
- Coffy – die Raubkatze (1973)
- Sheba Baby’(1975)
- Der Mann mit der Todeskralle (1973)
- American Graffiti (1973)
- Little Big Man (1970)
- Der Marathon-Man (1976)
- Lenny (1974)
- Die Kunst zu lieben (1971)
- Five Easy Pieces – Ein Mann sucht sich selbst (1970)
- Chinatown (1974)
- Einer flog über das Kuckucksnest (1975)
- Der weiße Hai (1975)
- Unheimliche Begegnung der dritten Art (1977)
- MASH (1970)
- McCabe & Mrs. Miller (1971)
- Nashville (1975)
- Harold und Maude (1971)
- Shampoo (1975)
- Willkommen Mr. Chance (1979)
- Minnie und Moskowitz (1971)
- Ehemänner (1970)
- Opening Night (1977)
- Eine Frau unter Einfluß (1974)
- Alice lebt hier nicht mehr (1974)
- Eine entheiratete Frau (1978)
- Die letzte Nacht des Boris Gruschenko (1975)
- Keiner killt so schlecht wie ich (1971)
- Pferdewechsel in der Hochzeitsnacht (1972)
- Hinter dem Rampenlicht (1979)
- Cabaret (1972)
- The Rocky Horror Picture Show (1975)
- Saturday Night Fever (1977)
- Grease (1978)
- Jeremiah Johnson (1972)
- Der Clou (1973)
- Der große Gatsby (1974)
- So wie wir waren (1973)
- Bill McKay – Der Kandidat (1972)
- Der Dialog (1974)
- Zeuge einer Verschwörung (1974)
- Die drei Tage des Condor (1975)
- Die Unbestechlichen (1976)
- Network (1976)
- Rocky (1976)
- Die durch die Hölle gehen (1978)
- Coming Home – Sie kehren heim (1978)
- Apocalypse Now (1979)
- Der Exorzist (1973)
- Alien – Das unheimliche Wesen aus einer fremden Welt (1979)
- Krieg der Sterne (1977)
- Superman (1978)
- Der Himmel soll warten (1978)
- Das China-Syndrom (1979)
- Norma Rae – Eine Frau steht ihren Mann (1979)
- Vier irre Typen – Wir schaffen alle, uns schafft keiner (1979)
- Is’ was, Doc? (1972)
- Uhrwerk Orange (1971)
- Am Wendepunkt (1977)
- Die Ritter der Kokosnuß (1975)
- Papillon (1973)
- In der Glut des Südens (1978)
- Das Jahr ohne Vater (1972)
- Der Untermieter (1977)
- 12 Uhr nachts – Midnight Express (1978)
- Schnappschuss (1977)
- Der Texaner (1976)
- Zeit der Prüfungen (1973)
- Save the Tiger (1973)
- California Split (1974)
- Carrie – Des Satans jüngste Tochter (1976)
- Charlie und die Schokoladenfabrik (1971)
- New York, New York (1977)
- Kramer gegen Kramer (1979)
- Wenn die Gondeln Trauer tragen (1973)
- Julia (1977)
- Trans-Amerika-Express (1976)
- Die Bären sind los (1976)
- Ein ausgekochtes Schlitzohr (1977)
- Love Story (1970)
- Halloween – Die Nacht des Grauens (1978)
- Was Sie schon immer über Sex wissen wollten, aber bisher nicht zu fragen wagten (1972)
- Dieses Land ist mein Land (1976)
- Paper Moon (1973)

### Die 80er (Teil 1 und 2)
- Wie ein wilder Stier (1980)
- Der Elefantenmensch (1980)
- Nashville Lady (1980)
- Cruising (1980)
- Eine ganz normale Familie (1980)
- Blue Velvet (1986)
- The King of Comedy (1982)
- Shining (1980)
- Heaven’s Gate (1980)
- Das Imperium schlägt zurück (1980)
- Jäger des verlorenen Schatzes (1981)
- E.T. – Der Außerirdische (1982)
- Poltergeist (1982)
- Die Goonies (1985)
- Gremlins – Kleine Monster (1984)
- Zurück in die Zukunft (1985)
- Falsches Spiel mit Roger Rabbit (1988)
- The Verdict – Die Wahrheit und nichts als die Wahrheit (1982)
- Der große Frust (1983)
- Zeit der Zärtlichkeit (1983)
- Hannah und ihre Schwestern (1986)
- Zelig (1983)
- Broadway Danny Rose (1984)
- The Purple Rose of Cairo (1985)
- Verbrechen und andere Kleinigkeiten (1989)
- Harry und Sally (1989)
- This Is Spinal Tap (1984)
- Die Braut des Prinzen (1987)
- Stand by Me – Das Geheimnis eines Sommers (1986)
- Splash – Eine Jungfrau am Haken (1984)
- Die unglaubliche Reise in einem verrückten Flugzeug (1980)
- Die nackte Kanone (1988)
- Police Academy – Dümmer als die Polizei erlaubt (1984)
- Crocodile Dundee – Ein Krokodil zum Küssen (1986)
- Noch drei Männer, noch ein Baby (1987)
- Blues Brothers (1980)
- Wahnsinn ohne Handicap (1980)
- Spione wie wir (1985)
- ¡Drei Amigos! (1986)
- Die schrillen Vier auf Achse (1983)
- Die Frau in Rot (1984)
- Ghostbusters – Die Geisterjäger (1984)
- Nur 48 Stunden (1982)
- Die Glücksritter (1983)
- Beverly Hills Cop – Ich lös’ den Fall auf jeden Fall (1984)
- Der Prinz aus Zamunda (1988)
- RoboCop (1987)
- Die Klapperschlange (1981)
- Mad Max II – Der Vollstrecker (1981)
- Brazil (1985)
- Blade Runner (1982)
- Aliens – Die Rückkehr (1986)
- Eine verhängnisvolle Affäre (1987)
- Warum eigentlich … bringen wir den Chef nicht um? (1980)
- Die Waffen der Frauen (1988)
- Nachrichtenfieber – Broadcast News (1987)
- Tootsie (1982)
- Flashdance (1983)
- Footloose (1984)
- Dirty Dancing (1987)
- Purple Rain (1984)
- Ich glaub’, ich steh’ im Wald (1982)
- Teen Lover (1989)
- Das darf man nur als Erwachsener (1984)
- Pretty in Pink (1986)
- Ferris macht blau (1986)
- The Breakfast Club (1985)
- Risky Business – Lockere Geschäfte (1983)
- Rambo (1982)
- Top Gun – Sie fürchten weder Tod noch Teufel (1986)
- Die Farbe des Geldes (1986)
- Rain Man (1988)
- Rambo II – Der Auftrag (1985)
- Rocky IV – Der Kampf des Jahrhunderts (1985)
- Terminator (1984)
- Phantom-Kommando (1985)
- Missing in Action (1984)
- Bloodsport (1988)
- Conan der Barbar (1982)
- Rocky III – Das Auge des Tigers (1982)
- Predator (1987)
- Stirb langsam (1988)
- Scarface (1983)
- Wall Street (1987)
- Platoon (1986)
- Geboren am 4. Juli (1989)
- Good Morning, Vietnam! (1987)
- Full Metal Jacket (1987)
- Hamburger Hill (1987)
- Sophies Entscheidung (1982)
- Silkwood (1983)
- Jenseits von Afrika (1985)
- Ein Schrei in der Dunkelheit (1988)
- Wolfsmilch (1987)
- Glory (1989)
- Reds (1981)
- Der Stoff, aus dem die Helden sind (1983)
- Der letzte Kaiser (1987)
- Ragtime (1981)
- Gandhi (1982)
- Amadeus (1984)
- Stranger Than Paradise (1984)
- Drugstore Cowboy (1989)
- Sex, Lügen und Video (1989)
- Blood Simple – Eine mörderische Nacht (1984)
- Arizona Junior (1987)
- Pee-Wee’s irre Abenteuer (1985)
- Beetlejuice (1988)
- Batman (1989)
- Do the Right Thing (1989)
- Feld der Träume (1989)
- Dead Poets Society (1989)
- Der Unbeugsame (1984)
- Witness to War: Dr. Charlie Clements (1985)
- Das Reich der Sonne (1987)
- Susan … verzweifelt gesucht (1985)
- Freiwurf (1986)
- Zoff in Beverly Hills (1986)
- Mein linker Fuß (1989)
- Am goldenen See (1981)
- Die Geliebte des französischen Leutnants (1981)
- Mondsüchtig (1987)
- American Diner (1982)
- Eine Wahnsinnsfamilie (1989)
- Mississippi Burning – Die Wurzel des Hasses (1988)
- Annies Männer (1988)
- The Killing Fields – Schreiendes Land (1984)
- Heißblütig – Kaltblütig (1981)
- Nightmare – Mörderische Träume (1984)
- Lethal Weapon – Zwei stahlharte Profis (1987)
- The Untouchables – Die Unbestechlichen (1987)
- Big (1988)
- Die Stunde des Siegers (1981)
- Ein Ticket für Zwei (1987)
- Abyss (1989)
- Es war einmal in Amerika (1984)
- Die Rückkehr der Jedi-Ritter (1983)

### Die 90er (Teil 1 und 2)
- GoodFellas – Drei Jahrzehnte in der Mafia (1990)
- Die üblichen Verdächtigen (1995)
- L.A. Confidential (1997)
- Heavenly Creatures (1994)
- Out of Sight (1998)
- Basic Instinct (1992)
- Das Schweigen der Lämmer (1991)
- Thelma & Louise (1991)
- Die Verurteilten (1994)
- Casino (1995)
- Apollo 13 (1995)
- JFK – Tatort Dallas (1991)
- Quiz Show (1994)
- Malcolm X (1992)
- Philadelphia (1993)
- Forrest Gump (1994)
- Der schmale Grat (1998)
- Das Ende einer Affäre (1999)
- Der englische Patient (1996)
- Der Soldat James Ryan (1998)
- Schindlers Liste (1993)
- Und täglich grüßt das Murmeltier (1993)
- Rushmore (1998)
- Austin Powers – Das Schärfste, was Ihre Majestät zu bieten hat (1997)
- Happy Gilmore (1996)
- Eine Hochzeit zum Verlieben (1998)
- Wayne’s World (1992)
- Die Maske (1994)
- Dumm und Dümmer (1994)
- Ace Ventura – Ein tierischer Detektiv (1994)
- Verrückt nach Mary (1998)
- L.A. Story (1991)
- Dr. Dolittle (1998)
- Mrs. Doubtfire – Das stachelige Kindermädchen (1993)
- Alles Routine (1999)
- Wenn Guffman kommt (1996)
- Boyz n the Hood – Jungs im Viertel (1991)
- Juice – City-War (1992)
- Poetic Justice (1993)
- New Jack City (1991)
- Higher Learning – Die Rebellen (1995)
- Friday (1995)
- House Party (1990)
- Crooklyn (1994)
- The Best Man – Hochzeit mit Hindernissen (1999)
- Daughters of the Dust (1991)
- Just Another Girl on the I.R.T. (1992)
- Dead Presidents (1995)
- Set It Off (1996)
- Boomerang (1992)
- Soul Food (1997)
- Waiting to Exhale – Warten auf Mr. Right (1995)
- Stella’s Groove – Männer sind die halbe Miete (1998)
- Das Leben – Ein Sechserpack (1993)
- Bad Boys – Harte Jungs (1995)
- Independence Day (1996)
- Men in Black (1997)
- Pretty Woman (1990)
- Die Hochzeit meines besten Freundes (1997)
- Die Braut, die sich nicht traut (1999)
- Notting Hill (1999)
- Besser geht’s nicht (1997)
- Während Du schliefst (1995)
- Vier Hochzeiten und ein Todesfall (1994)
- Schlaflos in Seattle (1993)
- e-m@il für Dich (1998)
- Jerry Maguire – Spiel des Lebens (1996)
- Clerks – Die Ladenhüter (1994)
- Hangin’ Out – 4 Homeboys unterwegs (1991)
- Willkommen im Tollhaus (1995)
- Kleine Sünden unter Brüdern (1995)
- Poison (1991)
- Zorniger Schlaf (1990)
- Gas Food Lodging – Verlorene Herzen (1992)
- Trust (1990)
- Fresh (1994)
- Jim Carroll – In den Straßen von New York (1995)
- Slacker (1990)
- Confusion – Sommer der Ausgeflippten (1993)
- Reservoir Dogs – Wilde Hunde (1992)
- Pulp Fiction (1994)
- Swingers (1996)
- Die Schöne und das Biest (1991)
- Aladin (1992)
- Der König der Löwen (1994)
- Toy Story (1995)
- Toy Story 2 (1999)
- Nightmare Before Christmas (1993)
- Edward mit den Scherenhänden (1990)
- Ed Wood (1994)
- Der mit dem Wolf tanzt (1990)
- Das Wunderkind Tate (1991)
- Braveheart (1995)
- Erbarmungslos (1992)
- Der letzte Mohikaner (1992)
- Heat (1995)
- Fargo (1996)
- The Big Lebowski (1998)
- Miller’s Crossing (1990)
- Barton Fink (1991)
- Hudsucker – Der große Sprung (1994)
- Boogie Nights (1997)
- Last Exit Reno (1996)
- Magnolia (1999)
- Das Piano (1993)
- Betty und ihre Schwestern (1994)
- Grace of My Heart (1996)
- Ein amerikanischer Quilt (1995)
- Point Break (1991)
- Zeit des Erwachens (1990)
- Die Lust der schönen Rose (1991)
- Walking and Talking (1996)
- Clueless – Was sonst! (1995)
- Eine Klasse für sich (1992)
- Terminator 2 – Tag der Abrechnung (1991)
- Jurassic Park (1993)
- William Shakespeares Romeo + Julia (1996)
- Titanic (1997)
- Matrix (1999)
- The Sixth Sense (1999)
- Der talentierte Mr. Ripley (1999)
- Blair Witch Project (1999)
- Der Mondmann (1999)
- Gottes Werk & Teufels Beitrag (1999)
- Hurricane (1999)
- American Beauty (1999)
- Durchgeknallt (1999)
- Insider (1999)
- Election (1999)
- Boys Don’t Cry (1999)
- The Virgin Suicides (1999)
- Three Kings – Es ist schön König zu sein (1999)
- Being John Malkovich (1999)
- Fight Club (1999)
- Ghost – Nachricht von Sam (1990)
- Trainspotting – Neue Helden (1996)
- Contact (1997)
- Rosewood Burning (1997)
- Blue Steel (1990)
- Herr der Gezeiten (1991)
- Sieben (1995)
- Kevin – Allein zu Haus (1990)
- Star Wars: Episode I – Die dunkle Bedrohung (1999)
- Eine Frage der Ehre (1992)

### Die 2000er (Teil 1 und 2)
- Gladiator (2000)
- A Beautiful Mind – Genie und Wahnsinn (2001)
- Erin Brockovich (2000)
- Ocean’s Eleven (2001)
- Natürlich blond (2001)
- Miss Undercover (2000)
- Der Teufel trägt Prada (2006)
- Departed – Unter Feinden (2006)
- Cast Away – Verschollen (2000)
- Minority Report (2002)
- Ali (2001)
- Training Day (2001)
- Almost Famous – Fast berühmt (2000)
- Moulin Rouge! (2001)
- Chicago (2002)
- Dreamgirls (2006)
- Mamma Mia! (2008)
- La La Land (2016)
- Shrek – Der tollkühne Held (2001)
- Die Monster AG (2001)
- WALL·E – Der Letzte räumt die Erde auf (2008)
- Die Unglaublichen – The Incredibles (2004)
- Oben (2009)
- Was das Herz begehrt (2003)
- Liebe braucht keine Ferien (2006)
- Wenn Liebe so einfach wäre (2009)
- My Big Fat Greek Wedding – Hochzeit auf Griechisch (2002)
- Lost in Translation (2003)
- Vergiss mein nicht! (2004)
- Brokeback Mountain (2005)
- There Will Be Blood (2007)
- Gangs of New York (2002)
- Lincoln (2012)
- No Country for Old Men (2007)
- True Grit (2010)
- Slumdog Millionär (2008)
- The Social Network (2010)
- Black Swan (2010)
- Boyhood (2014)
- The Master (2012)
- The Royal Tenenbaums (2001)
- Moonrise Kingdom (2012)
- Grand Budapest Hotel (2014)
- Inglourious Basterds (2009)
- Django Unchained (2012)
- Harry Potter und der Stein der Weisen (2001)
- Harry Potter und die Kammer des Schreckens (2002)
- Harry Potter und der Gefangene von Askaban (2004)
- Harry Potter und die Heiligtümer des Todes – Teil 1 (2010)
- Harry Potter und die Heiligtümer des Todes – Teil 2 (2011)
- Der Herr der Ringe: Die Gefährten (2001)
- Der Herr der Ringe: Die zwei Türme (2002)
- Der Herr der Ringe: Die Rückkehr des Königs (2003)
- Der Hobbit: Eine unerwartete Reise (2012)
- American Sniper (2014)
- Fluch der Karibik (2003)
- Twilight – Biss zum Morgengrauen (2008)
- James Bond 007: Casino Royale (2006)
- Transformers (2007)
- Die Bourne Verschwörung (2004)
- Mission: Impossible – Rogue Nation (2015)
- Hangover (2009)
- Men in Black II (2002)
- Fast & Furious 6 (2013)
- Little Miss Sunshine (2006)
- Borat – Kulturelle Lernung von Amerika, um Benefiz für glorreiche Nation von Kasachstan zu machen (2006)
- Old School – Wir lassen absolut nichts anbrennen (2003)
- Buddy – Der Weihnachtself (2003)
- Anchorman – Die Legende von Ron Burgundy (2004)
- Jungfrau (40), männlich, sucht… (2005)
- Beim ersten Mal (2007)
- Superbad (2007)
- Stiefbrüder (2008)
- Brautalarm (2011)
- Taffe Mädels (2013)
- Spy – Susan Cooper Undercover (2015)
- Avatar – Aufbruch nach Pandora (2009)
- Tödliches Kommando – The Hurt Locker (2009)
- Zero Dark Thirty (2012)
- Winter's Bone (2010)
- Die Tribute von Panem – The Hunger Games (2012)
- Silver Linings (2012)
- American Hustle (2013)
- Joy – Alles außer gewöhnlich (2015)
- Memento (2000)
- Batman Begins (2005)
- The Dark Knight (2008)
- Iron Man (2008)
- Marvel’s The Avengers (2012)
- Thor (2011)
- Captain America: The First Avenger (2011)
- Ant-Man (2015)
- Guardians of the Galaxy (2014)
- Doctor Strange (2016)
- Spider-Man Homecoming (2017)
- Avengers: Infinity War (2018)
- Birdman oder (Die unverhoffte Macht der Ahnungslosigkeit) (2014)
- Pans Labyrinth (2006)
- Shape of Water – Das Flüstern des Wassers (2017)
- Gravity (2013)
- Children of Men (2006)
- The Revenant – Der Rückkehrer (2015)
- 12 Years a Slave (2013)
- Selma (2014)
- Good Deeds (2012)
- Mudbound (2017)
- Straight Outta Compton (2015)
- Precious (2009)
- Moonlight (2016)
- Nächster Halt: Fruitvale Station (2013)
- Creed – Rocky’s Legacy (2015)
- Black Panther (2018)
- The Kids Are All Right (2010)
- Lady Bird (2017)
- Tangerine L.A. (2015)
- The Florida Project (2017)
- Get Out (2017)
- Crazy Rich (2018)
- Roma (2018)
- Wonder Woman (2017)
- Fences (2016)